# クリムゾン (漫画家)
クリムゾン（10月13日 - ）は、日本の女性漫画家および主宰している同人サークルの名称。主に成人向け漫画を執筆しており、本業と併せてバーチャルYouTuberとしても活動している。
かつては雪月花正大のペンネームを使用していた。

## 略歴・概要
元々「クリムゾン」とは弟と行っていたサークルの名称であり、姉弟ではカーマイン名義で活動していたが、弟が引退したため、現在は自身のペンネームとして名乗っている。このことから、読者には「クリ姉」の通称で呼ばれる。
1990年代後期から2000年代初頭にかけて、ファイナルファンタジーシリーズや「ONE PIECE」といったゲームや漫画のキャラクターを扱った同人誌で頭角を現すようになり、中でもファイナルファンタジー7に登場するキャラクター・ティファを登場させた同人誌で有名となった。2009年にはデジタル漫画誌『マガジンサイベリア』で「ガールズファイト」の連載を開始。以降、二次創作からオリジナル、そして携帯コミック向けへと活動の場を広げるようになり、携帯コミックにおいては「アイドル強制操作」が累計ダウンロード数800万回
、「クリムゾンローズ」が330万回を記録している。また、成人向けとは別に一般向け作品も発表しており、Web漫画として描かれた「蒼い世界の中心で」が加筆修正・再編集を施した完全版としてマイクロマガジン社より単行本が発売されている他、2015年には自身初の一般誌連載作品として「敏感アイドルと快感ゴースト」を『ヤングコミック』にて連載。2019年には画業20周年を迎えている。
漫画家以外の活動としては、2012年に放送された「蒼い世界の中心で」のテレビアニメ版において、自ら製作総指揮として携わる他、脚本も手掛けており、『クリムゾンガールズ』のOVAでは総監督も務めている。2017年と2018年には「アイドル強制操作」を自身の手でOVA化している他、アダルトゲーム「クリムゾンコンプリート」の発売や、コラボ商品として発売されたオナホールの監修を手掛けている。
これまで自身の素性については一切公表していなかったが、2015年11月に東京・豊洲PITで開催されたイベント『Japan Adult Expo』に出演した際、ニュースサイトがTwitter上でその様子を写真付きで報じたことにより、初めて女性であることが判明した。なお、これに対しては自身のTwitterで「あれが本当に本人かどうかは皆様のご想像にお任せしますね。」というツイートを投稿している。
2023年3月10日より漫画家活動25周年の記念にTikTokにて「漫画家クリムゾン【公式】」というアカウントを開設

## 人物
- エナジードリンクのレッドブルを愛飲しており、漫画執筆の際には欠かせないものとして、1日1本は飲んでいる[19]。
- 修業時代は『るろうに剣心』の絵で練習していた（同人誌『玉虫色の天使』の後書きより）。また『BLACK CAT』とも絵柄が似ているため同人誌としては描きやすかったという。
- 元々プログラマーとしての経験があり、バーチャルYouTuberとして活動を始める際、アバターを自作で用意している。また、YouTubeでの活動において影響を受けた人物として、叶姉妹やハローキティの名前を挙げている[19]。
- 自身の同人誌の中で登場させているファイナルファンタジー7のキャラクター・ティファについては「日本ゲーム史上最高のデザイン」としており、発売当時のキャラクターデザインに関して、「白と黒の完成されたデザイン」「幼い顔なのにスタイルはすごくセクシー、そういうところがアンバランスで素敵ですね」と評している[6]。
- 現役のAV女優や元AV女優の人との親交やつながりがあり、上述のOVA版「アイドル強制操作」を自主制作した際には大槻ひびきと佳苗るかを声優として起用している[20][21]。また、沖田杏梨が音楽活動を始めた際にはライブに何度か通っていたことがあり、沖田自身もザテレビジョンのウェブサイトでのインタビューで、AV女優としてデビューする前からクリムゾンの作品のファンであることを明かしている[22]。これらの縁もあってかクリムゾンのYouTubeチャンネルに大槻が出演している他[23]、後述のオンラインゲーム「クリムゾン妖魔大戦」では大槻、佳苗、沖田が声優として起用されている[注釈 1][24][27]。なお、3人はこれ以外にも、過去にクリムゾン制作のゲーム[注釈 2]やボイスコミック作品に声優として参加している[26]。

## 傾向
作品のジャンルとしては「凌辱モノ」が大半を占めており、特徴とされる「くやしい…！ でも…感じちゃう！」というセリフは、一種のインターネットミームにもなっている（但しこのセリフが実際に作品中で使われたことは無く、ネットで代表的セリフとして広まった後は作者が意識的に使わないようにしている）。また「不自由な状態の女性が屈服させられる」というシチュエーションが多いが、その中で女性側が死亡もしくは廃人になる、妊娠する、または後に残るような傷を負ってしまうというような悲惨な目に遭う展開にはならないようになっている。この他、作品ではヒロインに対し「気持ちよくなる前に挿入はしない」「なるべくよだれや精液などで顔は汚さない」「寝る床面はなるべく柔らかい場所にする」「男性は乱暴すぎない」といった配慮がなされていることや、ヒロインの快感を電気ショックという形で描写していることも特徴として挙げられている。
胸（特に乳首）への責めが比較的多めだが、作品によっては尻への責めが描かれることもある。精神力が強くプライドが高い主人公を描く事が多い為、快楽に堕ちる事は滅多にないが、ごく稀に主人公が快楽に屈しない正規ルートと快楽に堕ちてしまういわゆる「バッドエンド」のルートを描いたり、正規ルートでも快楽に堕ちてしまうことがある。
漫画研究家の稀見理都は、クリムゾンの作品について「決して王道的な軸がブレることがない、安心・安定の世界観」と評しており、クリムゾン本人もストーリーや内容が成人向け漫画としては王道のものであることから自身の作品を「初心者向け」としている。
一方で「雪月花正大」名義の一般作品では、血生臭い狂気的な雰囲気のあるシリアスなストーリーを描いている。この雰囲気は最初期の同人誌にも見られた。

## 作品リスト

### 単行本
成人向け作品
- 『ガールズファイト』完全版（『マガジンサイベリア』Vol.001 - Vol.003およびVol.010 - Vol.014連載、海王社コミックス、2011年8月、ISBN 9784796402071）[7][36][37][38][39]
- 『ヴァージントレイン』完全版（『マガジンサイベリア』Vol.016 - Vol.019およびVol.021 - Vol.027連載、海王社コミックス、2011年12月、ISBN 9784796402521）[40][41][42][43][44]
- 『ヴァージンコントロール〜高嶺の花を摘むように〜』完全版（『マガジンサイベリア』Vol.028 - Vol.033連載、海王社コミックス、2012年12月、ISBN 9784796403917）[45][46][47]
- 『ヴァージントレイン2〜小悪魔制裁〜』完全版（『マガジンサイベリア』Vol.035 - Vol.043連載、海王社コミックス、2013年8月、ISBN 9784796404785）[48][49][50]
- 『ヴァージンチェンジ』フルカラー完全版（海王社コミックス、2013年11月、ISBN 9784796405058）[51]
- 『もしかしてお嬢様は淫乱でいらっしゃいますか?』（海王社コミックス、2013年12月、ISBN 9784796405225）[52]
- 『アイドル強制操作〜スマホで命令したことが現実に〜』完全版（『マガジンサイベリア』Vol.045 - Vol.047およびVol.049 - Vol.061連載、海王社コミックス、全2巻）[53][54][55][56]
  1. 2014年1月、ISBN 9784796405256[57]
  2. 2014年8月、ISBN 9784796406079[58]
- 『JKコントロール』完全版（海王社コミックス、2014年12月、ISBN 9784796406482）[59]
- 『JK強制操作〜スマホで長期間弄ばれた風紀委員長〜』完全版[注釈 4]（『マガジンサイベリア』Vol.063 - Vol.072連載、海王社コミックス、2015年8月、ISBN 9784796407663）[60][61][62]
- 『退魔士カグヤ』完全版（海王社コミックス、2015年12月、ISBN 9784796408158）[63]
- 『声の出せない状況でマッサージでイカされる女たち』完全版（海王社コミックス、2016年8月、ISBN 9784796409032）[64]
- 『クリムゾン作品集 蛇姫総集編』（ムーグコミックス、2017年2月、ISBN 9784862976550）[65]
- 『コスプレイヤー強制絶頂〜屈辱の野外撮影会〜』（『マガジンサイベリア』Vol.074 - Vol.077連載、2018年10月、ダウンロード専売）[66][67][68]
- 『ヴァージンツイート』（ムーグコミックス、2018年11月、ISBN 9784862978301）[69]
- 『クリムゾンプリズン&ドリーム』（ムーグコミックス、2018年12月、ISBN 9784862978417）[70]

一般向け作品
- 『蒼い世界の中心で』完全版（原作：アナスタシア・シェスタコワ、マイクロマガジン・コミックス、全10巻）
  1. 2010年5月、ISBN 9784896373387[71]
  2. 2010年5月、ISBN 9784896373394[72]
  3. 2010年8月、ISBN 9784896373431[73]
  4. 2011年2月、ISBN 9784896373592[74]
  5. 2011年2月、ISBN 9784896373608[75]
  6. 2011年6月、ISBN 9784896373660[76]
  7. 2011年11月、ISBN 9784896373776[77]
  8. 2012年3月、ISBN 9784896373868[78]
  9. 2013年3月、ISBN 9784896374179[79]
  10. 2013年4月、ISBN 9784896374216[80]
- 『敏感アイドルと快感ゴースト』（『ヤングコミック』2015年12月号 - 2016年12月号連載、ヤングキングコミックス、全2巻、2017年1月)[81][82]
  - 上巻 ISBN 9784785959449[83]
  - 下巻 ISBN 9784785959456[84]
- 『いいなり!女体操作スマートフォン』（『ヤングキング』2019年8号 - 2020年5号連載、ヤングキングコミックス、全2巻、2020年4月）[85][86][14]
  - 上巻 ISBN 9784785966034[87]
  - 下巻 ISBN 9784785966478[88]

### 携帯コミック(主な作品)
※以下コミックシーモア、まんが王国より引用
クリムゾンガールズシリーズ
- 『クリムゾンガールズ』
- 『クリムゾンローズ』
- 『クリムゾンキャッツ』
- 『クリムゾンガールズII 公開エクスタシー』
- 『クリムゾンプリズン～イカされたら敗北、屈辱ゲームに参加させられた女たち～』
- 『クリムゾンドリーム』

退魔士シリーズ
- 『退魔士カグヤ-襲い掛かる淫らな罠-』
  - 『新退魔士カグヤ-抵抗することも出来ないまま強制的な絶頂を与えられ続けた私は…- 』
- 『退魔士ミコト～差し出されたカラダ～ 』
  - 『退魔士ミコト2-無垢なカラダに刻み込まれた快楽の味-』
- 『退魔士サヤ-カラダの内側からふき出す、永遠の快感-』

春輝×クリムゾン 美女ファイルシリーズ
- 『01 有薗鈴音』
- 『02 鈴音&みつ』

極嬢マッサージシリーズ
- 『極嬢マッサージ-声の出せない状況でイカされる女たち』
- 『極嬢マッサージ2-カラダがおかしくなるまでイカされた女たち-』

非シリーズ作品
- 『JK強制操作』
- 『極嬢電車』
- 『クリムゾンクイーン』
- 『クリムゾントレイン』
- 『クリムゾンスパイダー』
- 『クリムゾンバタフライ』
- 『アイドル強制操作～悪徳社長に操られた処女アイドル～』
- 『万引き少女性裁プログラム』
- 『万引き少女性裁プログラム2』
- 『JKコントロール～学園の美少女をスマホで操れ～』
- 『24時間耐久エロマッサージ-されるがままにイカされて…-』
- 『感覚がつながる魔法のオナホ』
- 『1年間電車の中で男たちに触られることをガマンし続けたあたしは…』
- 『囮捜査官キョウカ-絶対に感じなかった女が性的な快感を感じるようになったら…-』
- 『親友のカレシにハメられた私は何時間も何回もイカされ続けた』
- 『電車の中で女をイかせる競技会に強制参加させられカラダをネットリと弄られ続けた私は…』
- 『性的興奮を抑える治療を受けた女子バレーのエースは屈辱的な絶頂を幾度となく迎えさせられた…』
- 『異世界から来た女魔王はチャラ男の大学生に弄ばれ抵抗も出来ないままにイカされ続けた』

### 参加アンソロジー
成人向け作品
- 『痴漢マニア Case2』（海王社コミックス、2018年10月、ISBN 9784796412049）[91]
- 『ヴァージンコレクション』（海王社コミックス、2019年2月、ISBN 9784796412469）[92]

### イラスト
- 「アイドル強制操作〜スマホで命令したことが現実に〜」ノベライズ版（著：河里一伸、美少女文庫えすかれ、2016年4月18日、ISBN 9784829663585）[93][94]

### 自主制作
アダルトゲーム
- 「ファイティング オブ エクスタシー2009」(2009年発売)[95]
- 「クリムゾンコンプリート」（teamクリムゾン名義、2013年2月28日発売）[96]
- 「クリムゾントレイン」(クリムゾンSS名義、2014年4月26日発売、シナリオ:このえゆずこ/porori)[97]
- 「退魔士ミコト」(クリムゾンSS名義、2014年7月25日発売)[98]
- 「退魔士ミコト2」(クリムゾンSS名義、2015年4月24日発売)[99]
- 「命令に逆らえない女 〜女を思いのまま操る悪魔のスマートフォン〜」(クリムゾンSS名義、2015年10月23日発売、シナリオ:このえゆずこ)[29]
- 「クリムゾンSMASH」(2019年6月30日発売)[25]

OVA
- 「アイドル強制操作〜女を思いのままに操る悪魔のスマートフォン〜」(2017年2月24日発売、監督・キャラクターデザイン)[100]
- 「アイドル強制操作2〜女を思いのままに操る悪魔のスマートフォン〜」(2018年4月13日発売、監督・キャラクターデザイン)[21]

## 映像・ゲーム化作品

### テレビアニメ
- 『蒼い世界の中心で』（制作元請：フィフスアベニュー、2013年）

### OVA
成人向け作品
- 「ファイティング オブ エクスタシー」（製作：ピンクパイナップル）
  - Vol.1「女格闘家散華」(2011年2月25日発売)[101]
  - Vol.2「女忍者無惨」(2011年4月28日発売)[101]
- 「クリムゾンガールズ 〜痴漢支配〜」（製作：スペルメーション）
  - 第一章 HONEY屈服 (2012年5月25日)
  - 第二章 NOZOMI屈服 Chapter1 (2015年7月24日発売)
  - 第二章 NOZOMI屈服 Chapter2 (2015年9月20日発売)

### アダルトビデオ
- ムーディーズより発売
  - 『クリムゾンガールズ 囚われた女探偵たち』（出演：菅野さゆき ほか、2011年8月1日）[102]
  - 『クリムゾン×ムーディーズ コラボ作品 女潜入捜査官マリア』（出演：大橋未久、2012年9月1日）[103]
  - 『クリムゾン×ムーディーズ クリムゾンローズ エリカ編』（出演：JULIA、2013年1月1日）[104]
  - 『クリムゾン×MOODYZスペシャルコラボ企画 アイドル強制操作 ～スマホで命令したことが現実に～ 命令に逆らえない女』（出演：沖田杏梨、2014年1月13日）[105]
  - 『クリムゾン×MOODYZスペシャルコラボ企画 アイドル強制操作 ～スマホで命令したことが現実に～ 命令に抗い続ける女』（出演：織田真子、2014年2月13日）[106]
  - 『クリムゾンプリズン イカされたら敗北、恥辱ゲームに参加させられた女たち』（出演：秋山祥子 ほか、2014年8月13日）[107]
  - 『ヴァージンコントロール 高嶺の花を摘むように』（出演：神咲詩織、2014年12月1日）[108]
  - 『クリムゾンドリーム』（出演：かすみ果穂 ほか、2016年1月1日）[109][110]
  - 『声の出せない状況でマッサージされイカされる女たち』（出演：ティア、2016年4月1日）[111]
  - 『クリムゾン×MOODYZ 親友のカレシに犯された私』（出演：希崎ジェシカ、2018年4月1日）[112]
  - 『クリムゾン×高橋しょう子 24時間耐久エロマッサージ～生放送のネットテレビでハメられたグラビアアイドル～』（出演：高橋しょう子、2018年4月1日）[113]
  - 『クリムゾン×山岸逢花 TVでHなハプニングを受け続け24時間徹底的に辱められたプライドの高い女』（出演：山岸逢花、2019年9月1日）[114]
  - 『クリムゾン×仲村みう 催眠に逆らえない女 南雲さゆき編』（出演：仲村みう、2021年12月21日）[115]

- エスワンより発売
  - 『漫画のようなJcup神乳鷲尾めい×クリムゾンが夢のコラボ！ 一年間痴漢され続けた女』（出演：鷲尾めい、2021年7月19日）[116]

### ゲーム
成人向け
- クリムゾンガールズ おさわりバトル(FANZA GAMES) ※2015年2月23日にサービス終了[117][118]
- クリムゾンセクシャルコロシアム(FANZA GAMES) ※2016年3月31日にサービス終了[119]

一般向け
- クリムゾン妖魔大戦(DMM GAMES) ※2022年3月3日より運営中、成人向け版はFANZA GAMESにて配信[120][121][122][123]

## 参加作品

### テレビアニメ
- 『蒼い世界の中心で』(製作総指揮および脚本)
- 『フリージング ヴァイブレーション』（第7話エンドカードイラスト、2013年）

### OVA
- 「クリムゾンガールズ 〜痴漢支配〜」（総監督）

## YouTube
2020年には画業20周年を記念してYouTube上にチャンネルを開設し、バーチャルYouTuberとしての活動を開始。初の投稿となる自己紹介動画ではバーチャルYouTuberとしてではなく、あくまでバーチャル漫画家として活動することを述べた。
のちに自身のアシスタント2人を「霧島みずき」「小紫ひな」としてバーチャルYouTuberデビューさせている。